# لوكاس بيرسون
لوكاس بيرسون هو دراج سويدي، ولد في 16 مارس 1984 في السويد.

## وصلات خارجية
- لوكاس بيرسون على موقع الاتحاد الدولي للدراجات (الإنجليزية)
- لوكاس بيرسون على موقع أرشيف الدراجات (الإنجليزية)
- لوكاس بيرسون على موقع إحصائيات الدراجات الإحترافية (الإنجليزية)
- لوكاس بيرسون على موقع نسبة الدراجات (الإنجليزية)